# Stazione di Hon-Yura
La stazione di Hon-Yura (本由良?, Hon-Yura-eki) è una stazione ferroviaria situata nella città di Yamaguchi, nella prefettura omonima in Giappone. 
Si trova lungo la linea principale Sanyō della JR West.

## Linee e servizi
JR West
■ Linea principale Sanyō

## Caratteristiche
La stazione è dotata di un marciapiede a isola e uno laterale con tre binari in superficie. Il binario 2 tuttavia al momento non è utilizzato.
| 1 | ■ Linea principale Sanyō | per Shin-Yamaguchi e Hōfu |
| 2 | Binario non in uso       | Binario non in uso        |
| 3 | ■ Linea principale Sanyō | per Ube e Shimonoseki     |

## Stazioni adiacenti
| «                      | Servizio               | »                      |
| Linea principale Sanyō | Linea principale Sanyō | Linea principale Sanyō |
| ---------------------- | ---------------------- | ---------------------- |
| Kagawa                 | -                      | Kotō                   |